# Kars Veling
Kars Veling (Groningen, 30 juni 1948 – Nijkerk, 13 augustus 2025) was een Nederlands politicus voor het Gereformeerd Politiek Verbond (GPV) en de ChristenUnie. Voor de ChristenUnie was hij Tweede Kamerlid en fractievoorzitter. Eerder had hij een loopbaan in het onderwijs.

## Levensloop
Tot 22 april 1969 studeerde hij wis-, natuur- en scheikunde aan de Rijksuniversiteit Groningen. Na zijn kandidaats deed hij een doctoraalstudie Wijsbegeerte. Tevens is Veling een van de oprichters van de Gereformeerde Studentenvereniging in Groningen. Hij promoveerde in 1982 aan de Rijksuniversiteit Leiden op een dissertatie getiteld "Methodologie en de grondslagen van een pluriforme sociologie"

### Onderwijs
Veling had voorafgaand aan zijn politieke functies diverse functies als docent en directielid in het onderwijs, voornamelijk gelieerd aan de Gereformeerde Kerken vrijgemaakt, waar hij lid van was:
- Van 1969 tot 1974 wiskundeleraar te Groningen.
- Van 1972 tot 1987 docent filosofie aan de Gereformeerde Sociale Academie te Zwolle.
- Van 1972 tot 1987 tevens docent/lector aan de Theologische Universiteit Gereformeerde Kerken (vrijgemaakt) te Kampen.
- Van 1974 tot 1980 adjunct-directeur Gereformeerde Sociale Academie te Zwolle.
- Van 1988 tot 1995 plaatsvervangend rector Gereformeerde Scholengemeenschap Prof.dr. S. Greijdanus te Zwolle.
- Vanaf 1987 tot 1995 buitengewoon hoogleraar filosofie, Theologische Universiteit Gereformeerde Kerken (vrijgemaakt) te Kampen.

- inaugurele rede 7 december 1987: Geen eigenmachtige uitlegging. Moderne hermeneutiek en de omgang met de bijbel
- afscheidsrede 2 juni 1995: Apologetisch motief
- Van augustus 1996 tot augustus 2002 voorzitter van de centrale directie van het Greijdanus College te Zwolle.

### Politiek
Van 1991 tot 2002 was hij lid van de Eerste Kamer, tot 1999 voor het GPV (eenmansfractie), daarna als lid van de gecombineerde GPV/RPF-fractie.
Na de volledige fusie van GPV en RPF tot ChristenUnie werd hij voor deze partij lijsttrekker voor de Tweede Kamerverkiezingen van 2002. Tijdens de verkiezingscampagne stelde hij dat hij er geen probleem mee had als er op zondag ijsjes verkocht werden, wat hem op kritiek kwam te staan van behoudende kringen in de partij. Bij deze verkiezingen verloor de partij een van de vijf zetels die de RPF en het GPV voor de verkiezingen samen hadden gehad.
Nadat hij aanvankelijk nog even fractievoorzitter was geweest, ging hij al spoedig met ziekteverlof en verliet vervolgens de Tweede Kamer, nadat het bestuur van de ChristenUnie hem als partijleider aan de kant had geschoven. Hij mocht geen kandidaat zijn voor de Kamerverkiezingen van 22 januari 2003. Kamerlid André Rouvoet werd aangewezen als nieuwe partijleider. Veling verliet teleurgesteld de CU-fractie, maar hij bleef wel partijlid.

### Na de politiek
Van 2003 tot 2011 was Veling rector van de openbare scholengemeenschap Johan de Witt College te 's-Gravenhage. Premier Mark Rutte, tevens gastdocent aan deze school, sprak zijn waardering uit over Veling, vanwege diens inzet voor 'elitevorming' onder talentvolle scholieren.
Van 2011 tot 2016 was hij directeur van ProDemos, waarvoor hij eerder al lid van de raad van toezicht was. Bij zijn vertrek werd hij onderscheiden met de benoeming tot officier in de Orde van Oranje-Nassau.
Veling overleed op 13 augustus 2025 in een hospice in Nijkerk.

## Nevenfuncties
- Van juni 1996 tot juni 2006 was Veling voorzitter van de Vereniging ter Bescherming van het Ongeboren Kind.
- Van januari 2012 tot januari 2016 was hij voorzitter van de Vereniging van Openbare Bibliotheken.
- Van april 2017 tot februari 2018 was Veling voorzitter van de onderzoekscommissie Wet financiering politieke partijen.

- Gemeinsame Normdatei: 1252846681
- International Standard Name Identifier: 0000 0000 2350 3699
- Library of Congress Control Number: n82276454
- Nederlandse Thesaurus van Auteursnamen: 068903928
- Parlement.com: vg09llpbchzu
- Virtual International Authority File: 62912142
- WorldCat: E39PBJtH4Xk7Pffr3xGcQGXrv3